# Léopold Sédar Senghor nemzetközi repülőtér
A Léopold Sédar Senghor nemzetközi repülőtér (IATA: DKR, ICAO: GOOY) Szenegál egyik nemzetközi repülőtere, amely Dakar közelében található. Éves utasforgalma 1 965 223 fő (2017).

## Futópályák
A repülőtér futópályái:
- 18/36 (3490 m, 45 m, bitumen)
- 03/21 (1500 m, 30 m, bitumen)

## Forgalom
Az utasforgalom az elmúlt években az alábbi módon változott:
| Utasok száma | 1 279 028 | 1 482 726 | 1 566 573 | 1 676 881 | 1 821 956 | 1 554 546 | 1 687 006 | 1 732 687 | 1 682 815 | 1 965 223 |
|              | 2001      | 2003      | 2004      | 2006      | 2007      | 2009      | 2010      | 2012      | 2015      | 2017      |

## Légitársaságok és úticélok
2024-ben a Léopold Sédar Senghor nemzetközi repülőtérről az alábbi járatok indulnak:

### Személy
A repülőtér utódjának 2017-es megnyitása óta a kereskedelmi tevékenységet oda helyezték át. Az Air Senegal azonban 2024 januárjában hétfőnként és péntekenként járatokat indított Saint-Louisba (XLS). Tervezik, hogy a Léopold Sédar Senghor nemzetközi repülőteret (DKR) az Air Senegal belföldi csomóponti repülőtérként használja, az ország belsejébe Kédougou (KGG), Tambacounda (TUD) és Matam (MAX) felé közlekedő járatokkal, az újonnan beszerzett cseh L-410 típusú repülőgépekkel.

### Cargo
| Légitársaság      | Célállomások                                                   |
| ----------------- | -------------------------------------------------------------- |
| Emirates SkyCargo | Campinas–Viracopos, Dubai–Al Maktoum                           |
| Lufthansa Cargo   | Buenos Aires–Ezeiza, Campinas–Viracopos, Frankfurt, Montevideo |
| Med Airlines      | Casablanca                                                     |